# Faulkbourne Hall

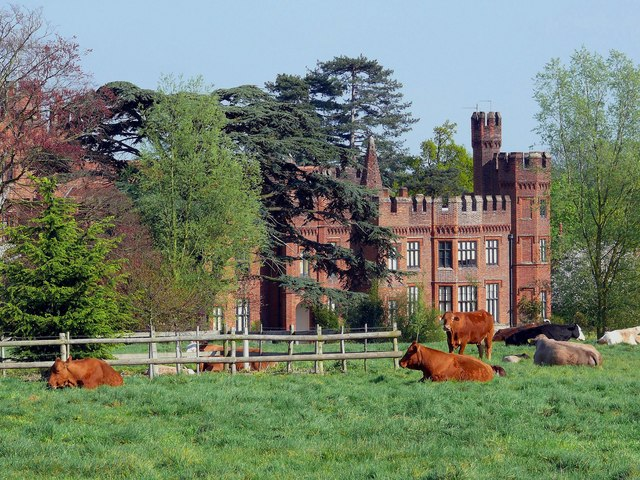
Faulkebourne Hall

Faulkbourne Hall é uma mansão listada de Grau 1 na aldeia de Faulkbourne, em Essex, Inglaterra. É o centro da mansão de Faulkbourne, registada pela primeira vez sob Edward o Confessor. No seu terreno encontra-se uma igreja paroquial, dedicada a São Germano.
O Hall é considerado um belo exemplar do design de tijolos vermelhos dos primeiros Tudor. O seu exterior contém várias palhetas metálicas em forma de bandeiras com as iniciais da família Bullock, que foi proprietária do Hall de 1637 a 1897.